# Zodarion pileolonotatum
Zodarion pileolonotatum là một loài nhện trong họ Zodariidae.
Loài này thuộc chi Zodarion. Zodarion pileolonotatum được J. Denis miêu tả năm 1935.